# Опасная иллюзия
«Опасная иллюзия» (также «Влюбиться до смерти»; в оригинале: «Charile Countryman» или, первоначально, «The Necessary Death of Charlie Countryman» — «Неизбежная смерть Чарли Кантримена») — романтический драматический фильм 2013 года. Режиссёрский дебют Фредрика Бонда по сценарию Мэтта Дрейка. Главные роли исполнили Шайя Лабаф, Эван Рэйчел Вуд и Мадс Миккельсен.
Премьера фильма состоялась 21 января 2013 года на кинофестивале «Сандэнс» в 2013 году. Фильм также показали в основной программе 63-го Берлинского международного кинофестиваля.
В прокат в США фильм вышел 15 ноября 2013 года. 31 октября 2014 года был выпущен в прокат в Великобритании.

## Сюжет
Главный протагонист фильма — Чарли Кантримен (Шайа Лабаф), неуверенный в себе молодой человек из Чикаго. Вместе с отчимом он едет в клинику к своей умирающей матери. В больнице он принимает обезболивающие и пьёт самбуку, наблюдая как его умирающую мать отключают от системы жизнеобеспечения. Уже в холле клиники к разбитому, сидящему на полу Чарли является дух умершей матери. Чарли не понимает как ему жить дальше и просит у матери совета. Мать рекомендует ему отправиться в Бухарест. Чарли прислушивается к её совету и покупает билет на самолёт до Бухареста. В самолёте он знакомится с Виктором Ибанеску (Ион Карамитру), румыном, который возвращается домой после просмотра игры «Чикаго Кабс». Ночью в полёте они выпивают и душевно беседуют. Виктор рассказывает Чарли, что он летит к своей дочери, Габриэлле (Эван Рейчел Вуд) и везёт ей в подарок «пивную шапку» (англ. beer hat). Проснувшись утром, Чарли видит, что Виктор заснул у него на плече и умер во сне. Спустя некоторое время дух умершего Виктора говорит c Чарли, просит разыскать его дочь и передать ей шапку. Чтобы Габриелла поняла, что это действительно подарок от отца, Виктор называет Чарли секретное прозвище, которым он называл свою дочь, когда она была маленькой.
После приземления, труп Виктора спускают на тележке из самолёта. Шапка падает с тележки на землю и Чарли подбирает её. Служба безопасности аэропорта агрессивно реагирует на его действия. Один из охранников забирает шапку, бьёт Чарли элетрошокером, а затем отводит в комнату для допросов. После короткой беседы Чарли отпускают. В зале ожидания аэропорта Чарли видит дочь Виктор, Габи и с первого взгляда влюбляется в неё. Видя её горе, он пытается её утешить, отдав ей футболку на которой уснул Виктор. После короткой сцены в аэропорту герои расстаются. Чарли едет на такси из аэропорта в столицу. По дороге он видит автомобиль Габи, застрявший на обочине. Он садится за руль и помогает ей догнать машину скорой помощи, которая везет тело отца. Вскоре обе машину попадают в аварию — тело отца Габи вылетает на дорогу и она бежит к нему. В следующей сцене, она пересаживается в прибывшую машину скорой помощи, оставляя свою машину Чарли. Тот находит в бардачке автомобиля револьвер с подписью «Найджел». Он отвозит машину и виолончель Габи в концертный зал румынского Атенеуму. За кулисами концертного зала он встречает Найджела (Мадс Миккельсен) — мужа Габриэллы, властного и жестокого мужчину, который угрожает Чарли возможной расправой.
Ночью Чарли останавливается в дешёвом хостеле в злачном районе Бухареста. Вместе со своими соседями по комнате Карлом и Люком они устраивают бар-хоппинг, пьют пиво с экстази, что приводит их в состояние эйфории. Придя в себя, на выходе из хостела Чарли встречает Габи. Они долго гуляют по ночному Бухаресту, делятся воспоминаниями о юности и своих родителях. На прощание она шепчет Чарли по-румынски, что поцелует его, если он сможет найти её на следующий день. Той же ночью Карл и Люк приводят Чарли в стриптиз-клуб. Несдержанность Карла (Руперт Гринт) из-за передозировки виагры приводит к эякуляции во время стриптиза. За это они получают от администрации клуба счёт на 9900 румынских леев. Конфликт с сотрудникам клуба, возникший при попытке оспорить выставленный счет приводит к угрозам от менеджера клуба — Дарко (Тиль Швайгер). Заметив, что Чарли узнал Найджела и Габи на фотографии на стене клуба, Дарко отпускает друзей с требованием в течение суток сообщить о местонахождении Найджела.
Уставший за ночь Чарли засыпает на ступенях Атенеума. Утром дирижёр Габи по имени Бела (Андрей Финти) находит Чарли спящим у концертного зала и ведёт в дом Габриэллы, в котором друзья Виктора устроили по нему поминки. Габи радуется Чарли и дарит ему обещанный поцелуй. После чего рассказывает ему об истории своих отношений с Найджелом и Дарко. Чарли узнаёт от неё, что Найджел — жесткий человек и хладнокровный преступник. Габи познакомилась с ним в годы своей юности, в момент, когда тот был ранен и особенно уязвим. Отец Габи не выносил Найджела и вскоре после их свадьбы вынудил его покинуть Бухарест под угрозой публикации компрометирующей видеозаписи, за которой сейчас охотится Дарко. После рассказа Габи, Чарли признаётся ей в любви и они занимаются сексом.

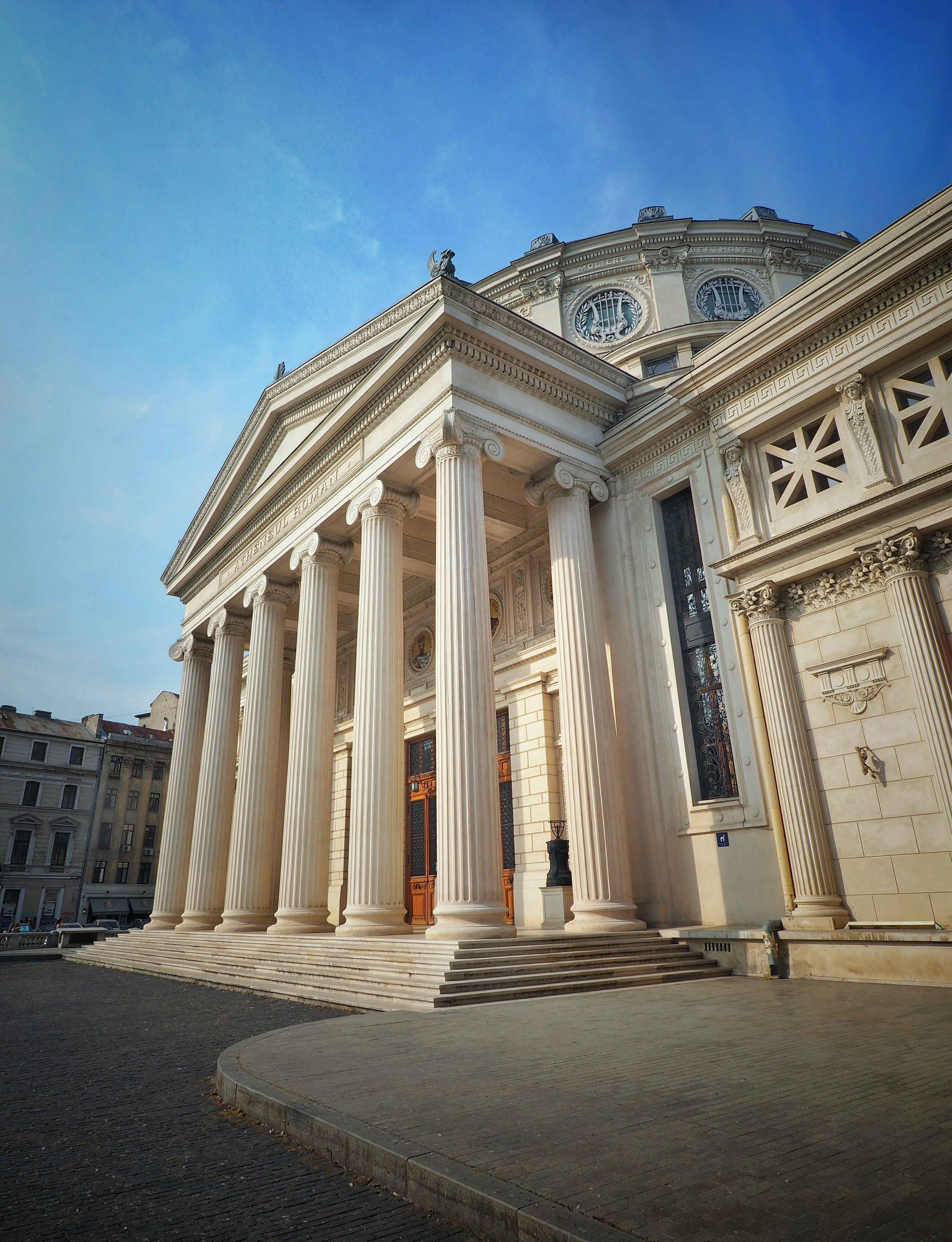
Фасадная часть румынского Атенеума в Бухаресте. Чарли спал на этих ступенях у входа, ожидая Габи. В том же месте Габи нашла его вечером перед развязкой фильма

Наутро Чарли просыпается в доме Габи и находит в коллекции Виктора кассету с надписью «Cubs выигрывают Мировую Серию — 1995». На кассете была запись с камер наблюдения, на которой Найджел и Дарко расстреливают группу людей. Потрясенный Чарли бежит в кафе, где встречает Габи с Найджелом и заявляет им, что смотрел запись. Найджел избивает Чарли до тех пор пока прибывшая полиция не забирает последнего под стражу. Бела договаривается с полицией об отправке Чарли в Будапешт и прямо заявляет ему, что Габи не хочет его видеть. Чарли отвозят к хостелу, чтобы он забрал свои вещи, но владелец предупреждает, что в номере его поджидают подозрительные мужчины. Это оказались подручные Дарко. Они преследуют Чарли от хостела до дома Габи, куда он бежит в попытках скрыться от погони. В её доме Чарли пытается безуспешно найти кассету. Дарко находит Чарли в доме Габи и избивает до потери сознания.
Габи находит очнувшегося Чарли недалеко от Атенеума и говорит ему, что тот больше никогда её не увидит. Она садится в машину к Найджелу и готовится уехать с ним на встречу с Дарко, чтобы вместе уничтожить плёнку. Чарли вновь видит призрака своей матери. Воодушевленный беседой с ним, Чарли пытается остановить Найджела, но тот ударом отправляет Чарли в нокаут. В следующей сцене показано, как сообщники Найджела и Дарко отвозят Чарли в доки и подвешивают за лодыжку высоко над водой. Пока Дарко сжигает кассету, Найджел убеждает Габи застрелить Чарли. Та соглашается, но специально промахивается, стреляя в рубашку. Вскоре является полиция, которая прибыла арестовать Найджела. Полицейские спугивают Дарко и его сообщников, и те выпускают висящего над водой Чарли. Найджел видит, что Габи все ещё влюблена в Чарли. Осознав это, он совершает суицид с помощью полицейского. В свою очередь, Чарли, упавший в воду, выплывает на поверхность живым.
На последних кадрах фильма Чарли с Габи обнимаются на одной из брусчатых улиц Бухареста и наслаждаются рассветным солнцем.

## В ролях
- Шайа Лабаф в роли Чарли Кантримена
- Эван Рэйчел Вуд в роли Габриэллы «Габи» Ибанеску
- Мадс Миккельсен в роли Найджела
- Тиль Швайгер в роли Дарко
- Руперт Гринт в роли Карла
- Джеймс Бакли в роли Люка
- Ион Карамитру в роли Виктора Ибанеску
- Винсент Д’Онофрио в роли Билла
- Мелисса Лео в роли Кейт Кантримен
- Андрей Финти в роли Белы
- Габриэль Спахиу в роли таксиста
- Обри Плаза в роли Эшли
- Ванесса Кирби в роли Фелисити
- Лия Синкевич в роли официантки

Джон Хёрт выступил в качестве рассказчика в первой версии фильма, выпущенной на фестивале «Сандэнс». Но из финальной версии фильма его повествование было убрано и включено в версию для Blu-ray уже в качестве дополнения.

## Производство
Сценарий Мэтта Дрейка к будущему фильму еще в 2007 году был включён в чёрный список лучших сценариев.
Съёмки проходили с мая по июнь 2012 года в Бухаресте, Румыния. Перед их началом Лабаф покинул проект, и главную роль собирались отдать Заку Эфрону. Но в августе 2010 года Лабаф вернулся в проект и сохранил за собой главную роль. Режиссёром фильма должен был стать Данте Ариола, но он ушел незадолго до начала съемок и был заменен на Фредерика Бонда.
Лабаф на съёмках действительно принимал ЛСД и находился в состоянии «трипа» во время сцен с приёмом наркотиков. По его словам, он сделал это, чтобы по-настоящему проникнуть в сознание своего персонажа и сыграть его более естественно. «Можно совершить кислотный трип, так как это сделали Гарольд и Кумар, и можно совершить его под кислотой. Если я что и знаю об актёрском мастерстве, так это то, что Шон Пенн на самом деле был привязан к электрическому стулу в Мертвеце идущем. Это парни на которых я равняюсь».

## Цензура

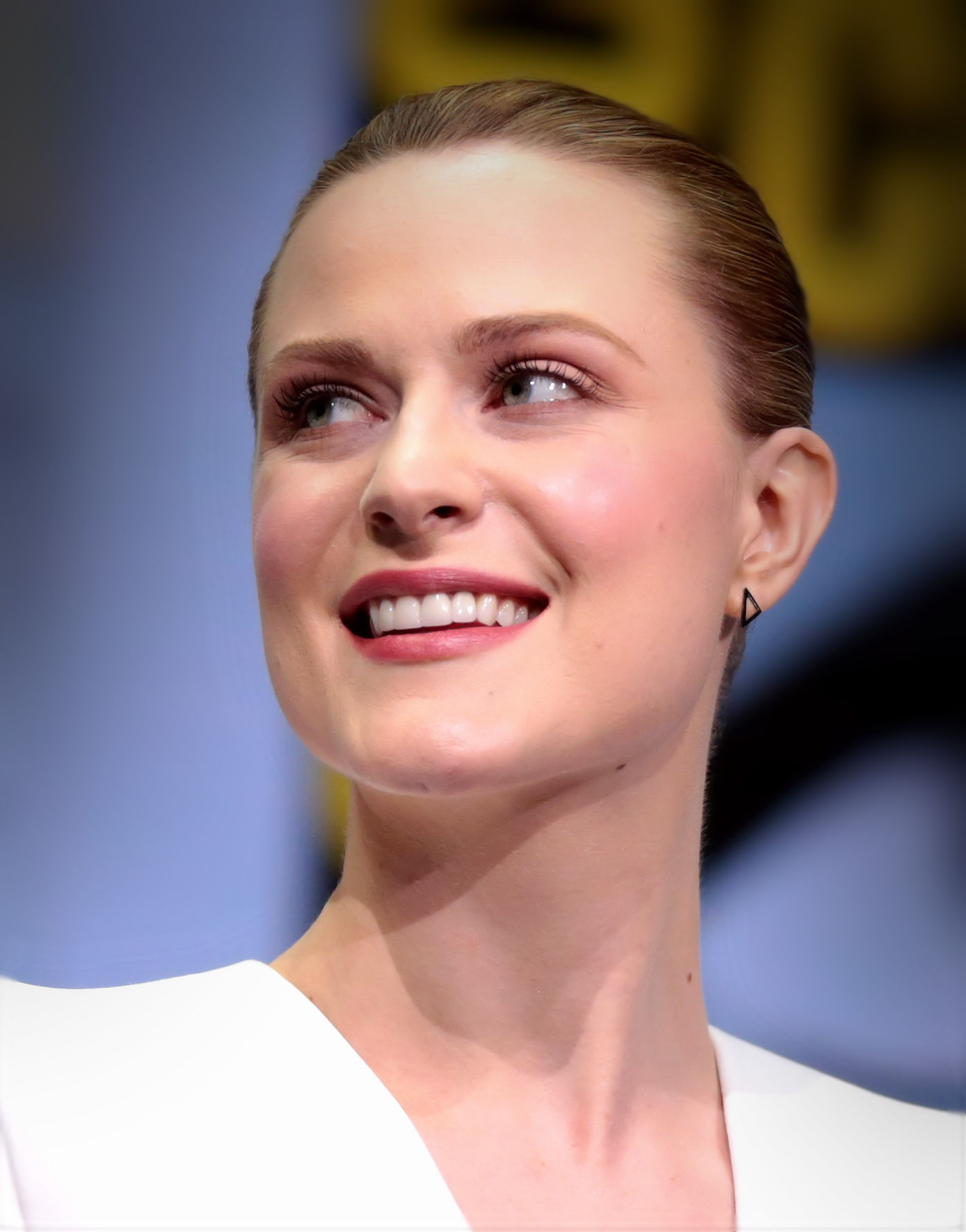
Эван Рейчел Вуд в 2017 году

Эван Рейчел Вуд раскритиковала цензоров американской киноассоциации (MPAA) за двойные стандарты, так как они настояли, чтобы из фильма была вырезана сцена куннилингуса, но оставили неизменными множество сцен насилия.

Я хотела бы поделиться своим разочарованием в MPAA, которые сочли необходимым подвергнуть цензуре женскую сексуальность. Сцена, где два главных героя занимаются «любовью» была изменена, потому что кто-то посчитал, что вид мужчины, занимающегося оральным сексом с женщиной, вызовёт у людей «неудобство». Но сцены, в которых людей убивают, а их головы взрываются, остались нетронутыми и неизменными. Это печальный симптом общества, которое хочет пристыдить женщин и принизить их за удовольствие от секса, особенно когда (вздох) мужчина не кончает! Мне трудно поверить, что, если бы актёры поменялись местами, сцену все равно бы вырезали. Или если бы женский персонаж был изнасилован. Людям пора взрослеть. Примите тот факт, что женщины являются сексуальными существами. Примите тот факт, что некоторым мужчинам нравится доставлять удовольствие женщинам. Примите тот факт, что женщины не должны просто трахаться и говорить «спасибо». Нам позволено и мы вправе наслаждаться. Пришло время проявить непреклонность.
Оригинальный текст (англ.)After seeing the new cut of Charlie Countryman, I would like to share my disappointment with the MPAA, who thought it was necessary to censor a woman’s sexuality once again. The scene where the two main characters make «love» was altered because someone felt that seeing a man give a woman oral sex made people «uncomfortable», but the scenes in which people are murdered by having their heads blown off remained intact and unaltered. This is a symptom of a society that wants to shame women and put them down for enjoying sex, especially when (gasp) the man isn’t getting off as well! It’s hard for me to believe that had the roles been reversed it still would have been cut or had the female character been raped it would have been cut. It’s time for people to grow up. Accept that women are sexual beings. Accept that some men like pleasuring women. Accept that women don’t have to just be fucked and say thank you. We are allowed and entitled to enjoy ourselves. It’s time we put our foot down. 

## Музыка
Официальный саундтрек был выпущен в цифровом виде 11 февраля 2014 года на лейбле Psychedelic Records. В альбом вошли 14 композиций, написанных Кристофом Беком и Дэдмоно.
| №   | Название                   | Исполнитель           | Длина |
| --- | -------------------------- | --------------------- | ----- |
| 1.  | «Charlie Countryman»       | Кристоф Бэк и Дэдмоно | 2:07  |
| 2.  | «What Makes a Life»        | Кристоф Бэк и Дэдмоно | 2:09  |
| 3.  | «Stealing the Funny Hat»   | Кристоф Бэк и Дэдмоно | 2:11  |
| 4.  | «I Promise»                | Кристоф Бэк и Дэдмоно | 2:18  |
| 5.  | «Victor Ibanescu»          | Кристоф Бэк и Дэдмоно | 1:23  |
| 6.  | «Bucharest Taxi Ride»      | Кристоф Бэк и Дэдмоно | 2:22  |
| 7.  | «Puppy Feet Girl»          | Кристоф Бэк и Дэдмоно | 2:02  |
| 8.  | «Nigel»                    | Кристоф Бэк и Дэдмоно | 1:51  |
| 9.  | «Walking with Gabi»        | Кристоф Бэк и Дэдмоно | 3:48  |
| 10. | «Find Me Tomorrow»         | Кристоф Бэк и Дэдмоно | 3:20  |
| 11. | «Gabi’s Story»             | Кристоф Бэк и Дэдмоно | 2:18  |
| 12. | «Videotape»                | Кристоф Бэк и Дэдмоно | 3:28  |
| 13. | «The Pearl and the Oyster» | Кристоф Бэк и Дэдмоно | 4:38  |
| 14. | «The End»                  | Кристоф Бэк и Дэдмоно | 6:24  |

## Восприятие
Фильм получил, в основном, негативные отзывы критиков. На сайте агрегатора обзоров Rotten Tomatoes рейтинг одобрения фильма составил 27 % на основе 66 отзывов со средней оценкой 3,93/10;
Консенсус авторов сайта гласил: «Шайа Лабаф явно наслаждается своей ролью в «Чарли Кантримене», но его усилия не смогли спасти поверхностный сценарий фильма и чрезмерно напыщенную режиссуру». Средняя оценка на Metacritic составила 31/100 на основе 20 обзоров.
Джон Андерсон из Variety назвал фильм «совершенно необязательным», отметив натужные попытки добавить в него магического реализма. Джастин Лоу из The Hollywood Reporter описал фильм как «атмосферный, который решает большие вопросы любви и судьбы». Стивен Холден из The New York Times написал, что «катастрофа фильма в том, что он пьяно петляет между приключенческим боевиком и сюрреалистической комедией с некоторой долей магического реализма, пролитым на него, как кетчуп из бутылки». Дэймон Уайз из Empire положительно оценил фильм, отметив, что «Бонд превосходно использовал музыкальное сопровождение, а его видение Восточной Европы вышло одновременно адским и волшебным».